# Imperial Guard
De Imperial Guard zijn de "gewone" troepen in het Warhammer 40,000 universum.
De Guard is het populairste leger omdat het de meest normale troepen zijn tussen de zwaar genetisch gemodificeerde troepen en grote aliens. De Imperial Guard is opgebouwd uit normale mensen op enkele uitzonderingen na, bijvoorbeeld Ratlings, mensen met rat-achtige trekjes, en ogryns, een soort grote, met vuurwapens gewapende trollen. Verder bestaan er ook nog Gewone Imperial Guards die bijvoorbeeld een vervangende robot arm hebben. Omdat ze gewone mensen zijn missen ze dus ook de speciale training die bijvoorbeeld de Space Marines krijgen. Daarom is een Guard Unit in zijn eentje niet effectief en hebben ze vaak geen kans op het slagveld. Dat is ook een van de redenen waarom spelers voor de Imperial Guard kiezen: de enorme aantal troepen die de Guard hebben. De doorsnee Imperial Guards dragen een wapenuitrusting bestaande uit een groene helm en een groene borstplaat, met daaronder een kaki shirt en broek, andere legions (bijvoorbeeld steel legion, catachan of vostroyan) zijn gestationeerd op andere planeten met andere klimaten, en hebben daarom een andere uitrusting.

## Geschiedenis
Het is niet zeker wanneer de Imperial Guard is gesticht. Men vermoedt ergens tijdens de "Great Crusade". Het heette toen nog de Imperial Army, maar dat is vermoedelijk na de Horus Heresy veranderd in de Imperial Guard. Het Imperial Army was het leger van het Imperium gedurende de "Great Crusade", het Imperial Army bestond uit de Imperial Guard, Imperial Navy en PDF (planetary defence forces). Elke "Governer, Lord" eigenaar van een systeem of planeet had controle over het Imperial Army dat gestationeerd was in zijn/haar systeem. Tijdens de Horus Heresy gebruikten corrupte Governers die troepen om het Imperium aan te vallen. Na de Horus Heresy werd de onderverdeling tussen Imperial Guard, Imperial Navy en PDF (en andere) gemaakt en alle orders komen van de Warmasters en hun orders komen recht van "Terra". Dit werd gedaan om te vermijden dat als een planetary governor corrupt wordt hij het leger (zowel de IG als Navy) kon gebruiken om naar andere planeten te gaan en die te veroveren. Zo worden incidenten meestal beperkt tot het systeem waar ze ontstaan.
Gedurende de Great Crusades werden er op elke planeet honderdduizenden als niet miljoenen mannen gerekruteerd om de Imperial Army te vormen, het leger van de desbetreffende wereld. Er waren ook legers die meereisden met de Space Marines (de speerpunt van de Great Crusade), deze heten Expeditionary forces.
Als ze werden verscheept was dat meestal een regiment per transportschip. Als een schip dan werd neergeschoten, was het hele regiment uitgeschakeld en zouden er geen verspreide restanten overblijven. Deze maatregel vermeed dus wanorde. Zo werd er tevens een band gevormd en was het regiment dus effectiever. Dat is nu ook te zien in de traditie dat regimenten altijd van een wereld worden gehaald en niet verschillende werelden door elkaar worden geschud. Als dit al gebeurde was dat een mengeling van twee regimenten van dezelfde planeet.
Commissarissen verschenen voor het eerst in de Imperial Guard in het 31st millennium. Dit was vooral om ervoor te zorgen dat de regimenten die wel gecombineerd waren goed met elkaar samenwerkten en het moreel hoog hielden als het slecht ging. Later werd hun rol puur en alleen het moraliseren van de troepen, en het neerschieten wie zich terugtrok.
Toen tijdens de Horus Heresy de Imperial Guard bijna was vernietigd werd er aan het eind een grote verandering doorgevoerd door het imperium. Zo werden commissarissen standaard en werd de vloot en de Guard voorgoed gescheiden.

## Troepen
Een Imperial Guard regiment heeft een zeer verfijnde opbouw, welke bijna gelijkstaat aan de opbouw van moderne legers.
Elk regiment is opgebouwd uit verschillende compagnies, die zelf weer zijn opgebouwd uit pelotons:
- Regiment
  - 20-25 Compagnieën en eventuele veteranen- en stormtrooperlegioenen
- Compagnie
  - 10 pelotons+kapitein met persoonlijke staf, transport & ondersteuningseenheden
- Peloton
  - Tussen twee en vijf eenheden, bestaande uit 9 soldaten en een sergeant, luitenant met persoonlijke staf

Meestal krijgen regimenten ondersteuning van de veteranenkorpsen en gepantserde compagnieën.

## Rangen
Aangezien er een enorme diversiteit is tussen regimenten in de Imperial Guard, verschillen de namen van de rangen in de Imperial Guard ontzettend van elkaar. Maar alle namen zijn terug te leiden op een standaard hiërarchie zoals deze:
- Lord Commandant Militant van de Imperial Guard
- Lord Commandant Militant
- Lord Generaal Militant
- Lord Generaal
- Generaal
- Luitenant-generaal
- Generaal-majoor
- Brigadier-generaal
- Kolonel
- Luitenant-kolonel
- Majoor
- Kapitein
- Luitenant

Verder zijn er nog twee andere noemenswaardige rangen in de Imperial Guard. De eerste is de Commissaris. Commissarissen zijn ervoor bedoeld om de discipline in regimenten te handhaven. Dit doen ze door iedereen te executeren die zich naar hun idee te weinig inzet om de vijand te verslaan. Het effect is dan dat de soldaten net iets meer hun best gaan doen en zo de vijand misschien net wel verslaan.
De tweede rang is die van Warmaster. Een Warmaster is iemand die het bevel voert over een belangrijke kruistocht. Zijn bevoegdheden zijn absoluut en om er voor te zorgen dat hij niet te veel macht krijgt, moet een Guard officier altijd gevolgd worden door twee Admiraals van de Imperial Navy en een Navy officier door twee generaals van de Imperial Guard. Vanwege de negatieve connotaties van de titel Warmaster (i.v.m. het feit dat Horus Warmaster was aan het begin van de Horus Heresy) wordt de Warmaster in het 41ste millennium liever over de titel Lord Solar gesproken.
Alle resterende troepen zijn ingedeeld volgens een structuur als deze:
- Sergeant
- Korporaal
- Soldaat

Ook hiervan kunnen de namen die in het Imperium gebruikt worden enorm verschillen.